# 永珍時報
《永珍時報》（英語：Vientiane Times）是一份每日在寮國永珍發行的英文報紙。1994年創報，一開始是週報的型態，在2004年改為每日發行，由寮國資訊和文化部負責編輯和出版。

## 外部連結
- 永珍時報官方網站 （页面存档备份，存于）